# Lynn Benisch
Lynn Benisch, även Lynn Benesch, född 9 augusti 1940 i Westchester County, New York, är en amerikansk skådespelare. Hon är bland annat känd för rollen som Meredith Lord i TV-serien One Life to Live. Benisch har även gjort gästroller i bland annat Krutrök, Gänget och jag, Familjen Macahan, Starsky och Hutch, Lilla huset på prärien och The Young and the Restless.